# Seram (Népal)
Pour les articles homonymes, voir Seram (homonymie).
Seram (en népalais : सेरम) est un comité de développement villageois du Népal situé dans le district de Rolpa. Au recensement de 2011, il comptait 1 972 habitants.